# Romulea montana
Romulea montana är en irisväxtart som beskrevs av Rudolf Schlechter och Augusto Béguinot. Romulea montana ingår i släktet Romulea och familjen irisväxter. Inga underarter finns listade i Catalogue of Life.